# La noche es mía
La noche es mía fue un programa de medianoche peruano que salió al aire el 17 de febrero de 2011 por la cadena Frecuencia Latina teniendo como presentador a Carlos Carlín (hasta diciembre del 2012) y posteriormente a Carlos Galdós.
En abril de 2011 se emitió en Latina. A partir de 2017, el programa fue trasmitido por Panamericana Televisión hasta el 2 de marzo de 2018.
El programa resume el acontecer diario y conversa con los personajes más mediáticos y cuestionados del medio peruano.

## Controversias
El 10 de julio de 2012 se emitió un reportaje sobre la violación de un infante de 5 años, en el cual la reportera le pidió al menor que detallara como fue abusado por su progenitor. Dos días después, la periodista del noticiero 90 segundos (programa anterior en el horario a La noche es mía), Andrea Cifuentes, leyó la editorial que exponía «el rechazo del directorio de Frecuencia Latina al polémico reportaje». Seguidamente Carlos Carlín también se rectificó y se comprometió a que una situación así «no se repetirá».
El 19 de marzo de 2016, el Ministerio de la Mujer, publicó por medio de un tuit un mensaje donde rechazaba el contenido «sexista» y donde se «estereotipaba a la mujer» emitido bajo la nueva conducción del programa.